# La principessa dei Moak
La principessa dei Moak (Mohawk) è un film del 1956 diretto da Kurt Neumann.
È un film western statunitense con Scott Brady, Rita Gam e Neville Brand.

## Produzione
Il film, diretto da Kurt Neumann su una sceneggiatura di Maurice Geraghty e Milton Krims, fu prodotto da Edward L. Alperson e girato nel ranch di Corriganville a Simi Valley e nei Republic Studios a Hollywood, Los Angeles, in California, dall'agosto 1955.
I titoli di lavorazione del film erano Mohawk Massacre e Mohawk: A Legend of the Iroquis. Il film doveva originariamente essere diretto da Maurice Geraghty e interpretato da Peter Lawford. Altre riprese furono realizzate nello stato dello Utah.

## Colonna sonora
- Mohawk - parole di Paul Herrick, musica di Edward L. Alperson Jr.
- Love Plays the Strings of My Banjo - parole di Paul Herrick, musica di Edward L. Alperson Jr.

## Distribuzione
Il film fu distribuito negli Stati Uniti il 1º aprile 1956 dalla Twentieth Century Fox Film Corporation.
Le altre distribuzioni internazionali furono:
- in Danimarca il 23 luglio 1956 (Mohawk)
- in Finlandia il 15 febbraio 1957 (Mohawk)
- in Spagna il 21 aprile 1957 (Madrid)
- in Portogallo l'11 novembre 1957 (Mohawk)
- in Svezia il 7 febbraio 1958 (Det stora indianöverfallet)
- in Germania Ovest il 17 ottobre 1958 (Mohawk)
- in Austria nel 1959 (Mohawk)
- in Giappone il 18 ottobre 1959
- in Spagna (Hacha de guerra)
- in Francia (L'attaque du Fort Douglas)
- in Brasile (Mohawk - A Lenda dos Iroquis)
- in Grecia (Pyrinos heimarros)
- in Italia (La principessa dei Moak)

## Critica
Secondo il Morandini il film è un "Western dignitoso e di poche pretese" e a tratti divertente.

## Promozione
La tagline del film era "Their untamed love spoke louder than war drums! ".